# Oña (Ecuador)
Oña (o San Felipe de Oña) è una parrocchia urbana dell'Ecuador, capoluogo dell'omonimo cantone, nella provincia di Azuay.